# Yokohama FC

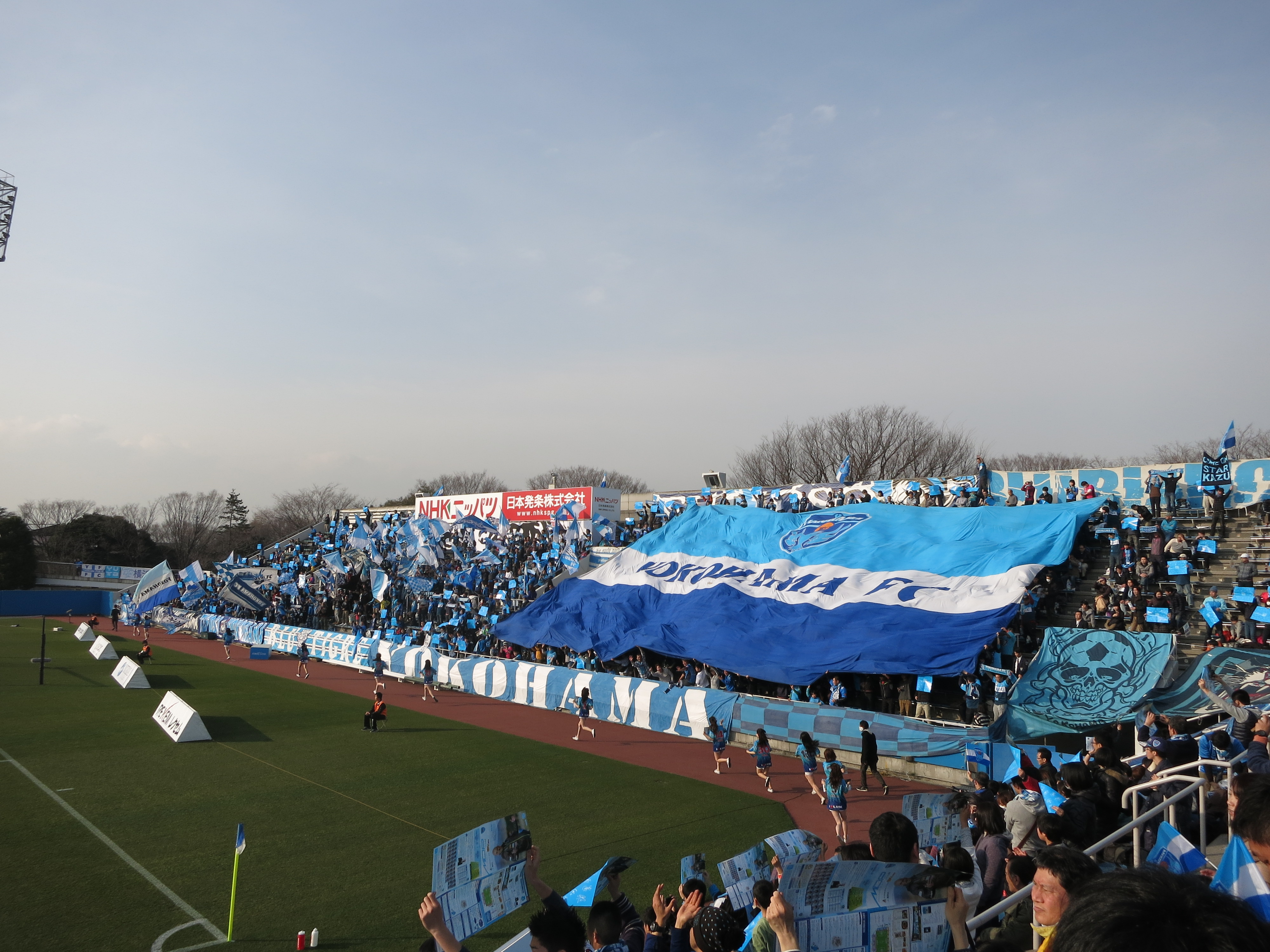
Yokohama FC

Yokohama FC (Japans: 横浜FC, Yokohama Efushī) is een Japanse club die uitkomt in de J-League. De thuisbasis van de club is het Mitsuzawa Stadium in Yokohama. Yokohama is de eerste en enige club in Japan die wordt bestuurd door de supporters.

## Geschiedenis
In 1998 fuseerden de twee voetbalclubs Yokohama Marinos en Yokohama Flügels toen de sponsoren van Flügels zich terugtrokken. Fans van Yokohama Flügels weigerden echter de rivalen van Yokohama Marinos te gaan steunen en richtten hun eigen club op. Met donaties en hulp van de International Management Group, een Amerikaans bedrijf, werd de Yokohama Fulie Sports Club opgericht waaruit Yokohama Football Club werd voortgebracht. Yokohama FC werd zo het eerste team in Japan dat volledig door de supporters wordt bestuurd. President werd Yasuhiro Okudera, de eerste professionele voetballer in de geschiedenis van het Japanse voetbal.
De club bracht de eerste twee jaar door in lagere divisies totdat het in 2001 promoveerde naar de J-League 2. In de J2 behaalde het in de eerste jaren een plaats in de middenmoot. In 2005 maakte de club een dramatisch seizoen door en eindigde als voorlaatste. In de voorbereiding op het seizoen 2006 verloor het alle oefenduels tegen de zogeheten college teams en de eerste wedstrijd van het seizoen, daarna ging de ploeg draaien door een trainerswissel en werd het zowaar kampioen en promoveerde naar de J1 met onder andere een serie van 15 overwinningen achter elkaar. Na één seizoen in de J1 degradeerde de club weer naar de J2 zij het met een zoete smaak. Op de laatste speeldag werd thuis gewonnen van Urawa Red Diamonds waardoor deze club de titel verspeelde aan concurrent Kashima Antlers. Het was pas de vierde competitieoverwinning voor Yokohama.
De club heeft zeer beperkte financiële middelen en dit komt tot uiting in de organisatie: spelers moeten zelf het materiaal opzetten en afbreken voor de trainingen, moeten hun eigen tenues wassen en hun eigen voetbalschoenen poetsen.

## Erelijst

### Japan Football League
- Winnaar in 1999, 2000

### J-League 2
- Winnaar in 2006

## Bekende (oud-)spelers
- Kazuyoshi Miura
- Rudi Vata
- França
- Marcos Paulo
- Silvio Spann

## Bekende (oud-)trainers
- Pierre Littbarski

## Eindklasseringen
- Eerst wordt de positie in de eindranglijst vermeld, daarna het aantal teams in de competitie van het desbetreffende jaar. Voorbeeld 1/18 betekent plaats 1 van 18 teams in totaal.

| Jaar | J1    | J2    |
| ---- | ----- | ----- |
| 2001 |       | 9/12  |
| 2002 |       | 12/12 |
| 2003 |       | 11/12 |
| 2004 |       | 8/12  |
| 2005 |       | 11/12 |
| 2006 |       | 1/13  |
| 2007 | 18/18 |       |